# Des Moines megye
Des Moines megye az Amerikai Egyesült Államokban, azon belül Iowa államban található. Megyeszékhelye és legnagyobb városa Burlington. Lakosainak száma 38 910 fő (2020. április 1.).

## Szomszédos megyék
- Louisa megye (észak)
- Henderson megye (kelet)
- Lee megye (dél)
- Henry megye (nyugat)
- Mercer megye

## Népesség
A megye népességének változása:
| Lakosok száma | 40 252 | 40 088 | 40 305 | 40 480 | 40 055 | 38 910 |
|               | 2010   | 2011   | 2012   | 2013   | 2015   | 2020   |